# Флаг Волгоградской области
Флаг Волгогра́дской области — является официальным символом государственно-административного статуса Волгоградской области как полноправного субъекта Российской Федерации.

## Описание
«Флаг области представляет собой прямоугольное красное полотнище в пропорциях 2:3 с изображением посредине в белом цвете фигуры статуи Матери-Родины, установленной на Мамаевом кургане. Высота статуи составляет три четверти ширины полотнища флага области. Параллельно древку изображены две синие вертикальные полосы, каждая шириной в одну шестнадцатую длины флага области и разделённые таким же расстоянием между собой и от края флага области».

## Обоснование символики
Красный цвет гербового щита и полотнища Флага области напоминает о цвете исторических эмблем царицынских полков, герба уездного города Царицына, Государственного герба РСФСР и современного Государственного герба Российской Федерации, знамён древней Руси и флагов советского периода и символизирует преемственность символов Волгоградской области, её славные традиции и историю.
Красный цвет является также символом мужества и стойкости жителей Волгоградской области во все периоды нахождения её в составе России, их активности, решительности, солидарности и способности к самопожертвованию. Этот цвет считается символом гордости и свободы и напоминает, что волгоградская земля полита кровью защитников Отечества.
Статуя Матери-Родины, ассоциирующаяся во всем мире с Волгоградской областью, олицетворяет патриотизм жителей области, боевой и трудовой героизм народа на протяжении веков и напоминает, что именно на территории Волгоградской области происходила Сталинградская битва, во многом определившая исторические судьбы страны и всего человечества.
Синие полосы на флаге области напоминают о природно-географическом своеобразии Волгоградской области, являющейся единственным регионом европейской части Российской Федерации, по территории которого протекают сразу две крупнейших реки Европейской России — Волга и Дон, и символизируют эти реки, пересекающие территорию Волгоградской области, играющие большое значение в её жизни и развитии на протяжении всей истории. Синий цвет является символом вечной молодости и гармонии, мудрости и духовного совершенства.
Белый цвет статуи означает мир, благородство, справедливость и светлые идеалы.
Сочетание во флаге области белого, синего и красного цветов современного Государственного флага Российской Федерации, символизирует нахождение Волгоградской области в составе России в качестве субъекта Федерации и её неразрывное единство с Россией.